# تيم غود
تيم غود (بالإنجليزية: Tim Goad)‏ هو لاعب كرة قدم أمريكية أمريكي، ولد في 28 فبراير 1966 في Claudville, Virginia ‏ في الولايات المتحدة.

## وصلات خارجية
- تيم غود على موقع مرجع كرة القدم المحترفة.كوم (الإنجليزية)